# Un coup sur la tabatière
Un coup sur la tabatière — The Emperor's Snuffbox, dans l'édition originale américaine — est un roman policier de John Dickson Carr publié en 1942. Ni Gideon Fell, ni Henry Merrivale, ni Henri Bencolin, les détectives récurrents de l'auteur, n'apparaissent dans ce roman.
Le récit évoque le meurtre, par un coup frappé par l’arrière sur le crâne avec un tisonnier, de sir Maurice Lawes, un riche collectionneur qui vit en France avec son épouse Helena et ses enfants Toby et Janice. La récente fiancée de Toby, Eve Neill, est suspectée du crime par le policier français chargé de l'enquête. L'affaire va être dénouée par Dermot Kinross, un psychiatre anglais spécialisé en psychologie criminelle.

## Personnages principaux
- La victime
  - Maurice Lawes : baronnet anglais et riche collectionneur.

- Les enquêteurs
  - Aristide Goron : commissaire de police.
  - Dermot Kinross : psychiatre anglais, spécialiste en psychologie criminelle.

- Les suspects
  - Eve Neill : 28 ans, riche jeune femme, divorcée.
  - Ned Atwood : ancien époux d'Eve Neill.
  - Helena Lawes-Phillips : épouse de Maurice Lawes.
  - Horatio Lawes (surnommé « Toby ») : fils d'Helena et de Maurice Lawes ; frère de Janice.
  - Janice Lawes : fille d'Helena et de Maurice Lawes ; sœur de Toby.
  - Benjamin Phillips (surnommé « oncle Ben ») : frère d'Helena Lawes ; beau-frère de Maurice Lawes.
  - Yvette Latour : femme de chambre d'Eve Neill ; sœur d'Arlette Latour.
  - Arlette Latour : fleuriste ; sœur d'Yvette Latour.

- Autres personnages
  - M. Valtier : juge d'instruction.
  - Pierre Salmon : avocat.
  - Célestine Colin : femme de chambre d'Eve Neill.

## Résumé
Le roman est composé de 20 chapitres.

### Mise en place de l'intrigue
Cette section concerne les chapitres 1 à 6 du roman.
Le roman commence par le divorce d'Eve Neill et de Ned Atwood. Ce dernier a récemment trompé son épouse et celle-ci a demandé le divorce.
Six mois plus tard, dans sa villa à Neuville-sur-Mer (ville fictive), en France, Eve Neill s'ennuie et souffre de la solitude. Elle rencontre la famille Lawes dont les membres résident en face de chez elle. Elle ne tarde pas à être courtisée par Horatio Lawes, surnommé « Toby ». Après plusieurs semaines de cour assidue, Toby la demande en mariage. Le trouvant sympathique et assez bel homme, Eve donne son accord.
Quelques jours plus tard, après avoir passé la soirée au théâtre avec Helena, Janice et Toby (Maurice étant resté dans son cabinet de travail), Eve se rend dans sa chambre  et, assise à sa coiffeuse, elle a la surprise de découvrir que son ancien mari, Ned Atwood, avait gardé la clef de la maison et qu'il est revenu la voir. Ned entreprend de la convaincre à renoncer au remariage avec Toby. Alors qu'ils discutent vivement, le téléphone sonne : c'est Toby qui veut prendre des nouvelles de sa fiancée et évoquer avec elle la pièce de théâtre. Eve répond automatiquement aux questions de son fiancé tandis que Ned se trouve à côté d'elle. Quand la conversation cesse, il est alors 1 h du matin. Le cabinet de travail de Maurice Lawes est encore allumé. Soudain Ned confie à Eve qu'il a l'impression que quelque chose de louche se passe chez les Lawes. Regardant vers la pièce située à quelques dizaines de mètres de l’autre côté de la rue, Eve et Ned voient une main de gant marron près de Maurice Lawes ; ce dernier a été frappé à la tête et il saigne abondamment. Eve ordonne à Ned de quitter immédiatement sa chambre et la maison. Alors qu'il refuse de quitter les lieux, Eve le pousse dans l'escalier. Ned dégringole les 16 marches et est à moitié assommé dans sa chute. Mais il n'est pas évanoui. Le crâne ensanglanté et à moitié « sonné », il accepte de quitter les lieux.
Eve récupère la clef de la propriété et le suit pour vérifier qu'il quitte effectivement les lieux. Mais la porte en fer se referme automatiquement et Eve ne peut plus rentrer par l’entrée principale. Heureusement elle a conservé la clef de Ned et rentre par la porte de derrière. Ses mains et la ceinture de sa robe de chambre sont maculées de sang, ayant aidé Ned à se remettre de sa dégringolade. Elle rentre dans la maison en pensant n'avoir été vue de personne.
Le meurtrier, surnommé « l'homme aux gants marrons » par Eve, n'a été aperçu de personne.
Une semaine après ces événements a lieu une rencontre dans un café entre Aristide Goron, le commissaire de police chargé de l'enquête, et Dermot Kinross, un psychiatre spécialiste en psychologie criminelle. Le policier révèle au psychiatre qu'il va bientôt arrêter Eve pour le meurtre de sir Maurice.
Cinq éléments à charge incriminent la jeune femme :
- Yvette Latour, la femme de chambre d'Eve, déclare qu'elle a entendu sa maîtresse rentrer en pleine nuit dans la maison ;
- Yvette Latour a trouvé la robe de chambre maculée de sang et l’a remise aux enquêteurs ;
- Un policier, qui faisait une ronde après l’arrivée des enquêteurs sur la scène de crime, a découvert dans le jardin de la villa d'Eve la ceinture, maculée de sang, de la robe de chambre ;
- Les policiers ont découvert la clef passe-partout (utilisée par Ned et récupérée par Eve) de la propriété, qui a la particularité de pouvoir ouvrir trois portes des maisons alentours construites sur le même modèle, et notamment la porte arrière de la maison des Lawes ;
- L'élément le plus à charge est qu'en début de soirée, sir Maurice s'était fait remettre une tabatière en onyx et agate rose ayant appartenu à Napoléon Ier en vue de son achat. Or lors du meurtre, cette tabatière a été fracassée par le tueur (d'où le titre du roman). On vient de trouver dans l'ourlet du bas de la robe de chambre d'Eve, apportée par Yvette Latour, un petit bout de cette tabatière dont les contours s'encastrent avec les morceaux retrouvés de la tabatière.

Tous ces éléments donnent à penser qu'Eve s'est rendue en pleine nuit dans la maison de son futur beau-père, l'a tué en lui frappant le crâne avec un tisonnier et est rentrée chez elle. Quand Dermot Kinross demande à Aristide Goron quel pourrait être le mobile de la jeune femme, le policier reconnaît qu'il n’en sait rien.

### Enquête policière
Cette section concerne les chapitres 7 à 17 du roman.
La conversation entre les deux hommes a été surprise par Janice Lawes. Stupéfaite par ce qu'elle vient d'entendre, elle court retrouver sa famille dans la villa. Or à ce moment-là, Eve prend le thé avec Toby, Helena et Ben Lawes. Elle leur fait part des grandes lignes de ce qu'elle vient d'entendre. Les membres de la famille Lawes se rendent compte qu'ils ne connaissent, en réalité, aucun élément de la vie passé d'Eve. Ils lui demandent des comptes : était-elle sortie de chez elle le soir du crime ? avait-elle du sang sur les mains et sur sa robe de chambre ? Toby est pour sa part stupéfait d'apprendre que lorsqu’il l'avait appelée à 1 heure du matin, Ned Atwood était près d'elle dans sa chambre : avait-elle décidé de renouer avec son ancien mari ? venait-elle d'avoir des relations sexuelles avec lui ?
Eve se défend comme elle peut et est surprise de rencontrer si peu de compassion dans la famille Lawes. Mais elle comprend leur réaction : jusqu'à présent, le meurtre avait été mis sur le compte d'un cambrioleur ou d'un rôdeur, et nullement sur un proche de la famille. C'est alors que surgissent Aristide Goron et Dermot Kinross. Ces derniers demandent à Eve de relater précisément ses faits et gestes la nuit du crime. Elle entame donc le récit de la nuit (que le lecteur connaît) et, en fin de compte, déclare que son meilleur alibi est Ned Atwood, qui pourra évidemment confirmer ses dires. Mais Goron lui apprend que Ned atwood est dans l'incapacité de confirmer ses déclarations. Arrivé à son hôtel vers 1 h 30, le garçon d'étage avait vu sa tête ensanglantée et Ned lui avait dit qu'il s'était fait renverser par une automobile. Quelques secondes plus tard il s'était effondré dans l'ascenseur victime d'un traumatisme crânien. Depuis une semaine, il est dans le coma et ne peut faire aucune déclaration. Goron suggère aussi qu'il faudrait fouiller le passé d'Eve, qui a peut être des choses à cacher ? Se pourrait-il que des éléments défavorables aient été découverts par Maurice Lawes et que ce serait le mobile du crime ? En effet, dans l’après-midi qui avait précédé le meurtre, Maurice avait été vu en ville en train de discuter vivement avec un homme ; à la suite de la rencontre il était dans un état de stress aigu. Les questions reprennent à l'égard d'Eve, laissant penser que tous croient en sa culpabilité.
C'est alors que Dermot Kinross intervient. Il déclare être certain de l’innocence d'Eve et remet les pendules à l'heure : Toby pense-t-il qu'Eve était sur les lieux du meurtre, ce qui ferait d'elle une meurtrière, ou alors à son propre domicile avec Ned, ce qui fait d'elle une innocente qui a eu le malheur de voir surgir en pleine nuit son ex-mari ? Toby répond faiblement qu'il croit en l'innocence d'Eve.
Aristide Goron ne procède pas pour l'instant à l'arrestation d'Eve. Le lendemain, celle-ci a des difficultés pour communiquer avec son fiancé Toby, qui a des doutes sur sa vertu morale. Le soir, elle reçoit un petit message manuscrit qui lui donne rendez-vous au 17 rue de la Harpe à Neuville-sur-Mer : des informations importantes lui seront données. Eve se rend donc au rendez-vous. L'adresse correspond au magasin de vente de fleurs d'Arlette Latour, la sœur d'Yvette Latour (femme de chambre d'Eve). Dans l'arrière boutique se situe le logement modeste de la jeune fleuriste. eve a la surprise d'y découvrir, non seulement Arlette, mais aussi Toby Lawes.
Avec stupéfaction, Eve apprend que Toby a eu pendant plusieurs années une relation sentimentale et sexuelle avec Arlette, à laquelle il a mis fin lorsque Toby a rencontré Eve. Se découvrant abandonnée alors qu'elle rêvait d'un « beau mariage » avec un homme d'une classe sociale plus élevée que la sienne, Arlette exerce un chantage : elle ne dira rien à personne de sa relation avec Toby à condition qu'on lui verse une forte somme d'argent « à titre de dédommagement ». Si le fait que Toby a eu une liaison de plusieurs années avec une femme crée de la stupeur pour Eve, ce n’est rien en comparaison avec les propos qu'il lui tenait la veille, lui reprochant d'avoir reçu son ex-mari dans sa chambre ! Elle lui en fait vertement la remarque, et Toby répond maladroitement à ses questions. Eve découvre aussi, dans le fond du sac à main d'Arlette, un bracelet précieux qu'elle est sûre d'avoir vu précédemment dans la collection de Maurice Lawes : comment se bracelet précieux se trouve-t-il en possession d'Arlette ?
C'est alors que surgit le docteur Dermot Kinross, qui avait quitté Neuville-sur-Mer la veille et était allé à Londres. À Scotland Yard, il a fait des recherches qui lui avaient donné le fin mot de l'énigme : il sait qui est l'assassin, et comment et pourquoi il a commis son crime. De retour à Neuville-sur-Mer, il avait emprunté et fait expertiser le bracelet précieux qu'on avait retrouvé sur le sol du cabinet de Maurice. Ce bracelet était vraiment précieux, et Kinross vérifie que le bracelet trouvé dans la sac d'Arlette est une copie : qui a fait cette copie, et pourquoi ? Kinross a son avis sur le sujet.

### Dénouement et révélations finales
Cette section concerne les chapitres 18 à 20 du roman.
Ned Atwood vient de sortir du coma et peut donner sa version des faits. Une ambulance vient le chercher et l'amène au Palais de justice, où le juge Valtier a réuni Aristide Goron, Dermot Kinross, Eve Neill et les membres de la famille Lawes. Tout le monde étant réuni, Dermot Kinross révèles les tenants et aboutissants de la journée du crime.
Dans l'après-midi, Maurice Lawes avait rencontré « quelqu'un » en ville et cette rencontre l'avait bouleversé. Ce « quelqu'un » était Ned Atwood, en qui il avait reconnu un ancien condamné qui s'était échappé de prison. C'était l'objet des recherches de Dermot Kinross à Scotland Yard : il avait pris les empreintes digitales de Ned durant son coma et les avait comparées avec celles de délinquants, découvrant ainsi le passé criminel de Ned. Maurice avait imparti à Ned un délai de 24 heures pour quitter la ville. Ned avait alors mis en place un plan pour le tuer le soir même. Puis Maurice avait été contacté par le marchand d'antiquités qui lui avait proposé de lui vendre la tabatière de Napoléon 1er (c'est pourquoi Maurice n'était pas allé au théâtre). Ce n'est qu'à leur retour à la maison que Toby, Helena et Ben avaient appris le projet d'achat de cette tabatière (Eve était retournée directement chez elle). Plus tard, vers 00 h 30, Ned s'était muni du passe-partout ouvrant les trois villas contigües et s'était rendu chez les Lawes. Sans bruit il était monté au cabinet de travail de Maurice, avait ouvert la porte, l'avait frappé violemment avec le tisonnier et avait fracassé la tabatière. Il avait quitté les lieux sans être vu de quiconque et avait apaisé son stress pendant une vingtaine de minutes dans la rue. Puis il avait pénétré, avec le même passe-partout, dans la maison d'Eve pour avoir une conversation avec elle lui servant d'alibi.
Vers 1 h du matin, Toby avait appelé sa fiancée au téléphone. Puis il s'était rendu à son tour dans le cabinet de travail de son père pour y voler un précieux bracelet qu'il comptait donner à Arlette Latour à titre de dédommagement pour la rupture de leur liaison. Il avait fait confectionner un faux bracelet qu'il comptait échanger à la place du vrai. Il avait alors découvert son père assassiné dans le bureau. Stupéfait et épouvanté, il n'avait pas remplacé le vrai bracelet par le faux et avait quitté les lieux. C'était lui « l'homme aux gants marrons » aperçu par Eve et Ned. Plus tard il avait offert le faux bracelet à Arlette et lui avait fait croire qu'il s'agissait d'un vrai bracelet précieux.
La découverte de l'éclat d'agate de la tabatière dans l’ourlet de la robe de chambre d'Eve n'avait pas été prévue par Ned. Sans le savoir il avait emporté l'éclat qui s'était incrusté sur son propre pantalon, et plus tard, chez Eve, l'éclat était tombé dans l'ourlet de la robe de chambre par « transfert passif » lorsque Ned et Eve se tenaient côte à côte en train de regarder ce qu'il se passait chez les Lawes.
En aucun cas Ned n'avait eu l'intention de faire croire à la culpabilité d'Eve ou de Toby dans le meurtre de Maurice. Le transfert de l’éclat d'agate n'était pas prémédité, et Ned avait eu la surprise de découvrir, en présence d'Eve, la présence de « l'homme aux gants marrons » (le prétendu meurtrier) chez les Lawes, ce qui au demeurant renforçait magnifiquement son propre alibi.
On est donc en présence d'une double action : d'une part Ned qui avait tué Maurice Lawes et qui comptait utiliser Eve comme parfait alibi de son meurtre ; d'autre part Toby qui voulait voler son père mais qui ne l'avait pas tué, et qui n'avait pas commis le vol projeté.
Dans les dernières pages du roman, on apprend que, fatalement, les fiançailles entre Eve et Toby sont rompues : le contentieux entre eux est trop important et Toby ne se révèle pas être l'homme avec qui Eve souhaite vivre sa vie. En fait, il est possible que l'homme adéquat pour Eve soit le docteur Kinross ; les dernières lignes du roman laissent à penser que le commissaire Goron les a surpris en train de s'embrasser.

## Particularités du roman
Un coup sur la tabatière compte à plus d'un titre parmi les romans hors-normes de l'œuvre de John Dickson Carr. Il réunit en effet trois particularités fort rares de sa production : le récit n'emploie aucun des enquêteurs chers à l'auteur, une bonne partie de l'intrigue se déroule en France et il ne contient ni énigme de chambre close ni crime impossible. La psychologie des personnages y est également plus développée que d'habitude.
Le policier Aristide Goron apparaît également dans quelques nouvelles du colonel March quand ce dernier séjourne en France.
Le roman présente des similitudes frappantes avec un autre roman de l'auteur publié quelques années auparavant, Le Retour de Bencolin :
- les deux romans évoquent en effet l'arrivée du tueur sur les lieux, qui commet son crime, puis l'arrivée ultérieure sur les lieux d'une autre personne qui avait pour seul but de voler la victime mais qui n'a pas commis le meurtre ;
- dans les deux cas, l'enchevêtrement des arrivées des deux personnages sur les lieux du crime crée une difficulté pour la résolution de l'énigme ;
- les deux romans évoquent la présence d'un « homme aux gants marrons » qu'on pense être le tueur ;
- dans les deux romans, la principale suspecte (Magda Toller ; Eve Neill) n'a pas commis le meurtre.

## Éditions
- Édition originale en anglais
  - (en) John Dickson Carr, The Emperor's Snuffbox, New York, Harper, 1942

- Éditions françaises
  - John Dickson Carr (auteur) et André Maury (traducteur), Un coup sur la tabatière [« The Emperor's Snuffbox »], Genève, Ditis, coll. « Détective-club - Suisse no 5 », 1945
  - John Dickson Carr (auteur) et Armène Repond (traducteur), Un coup sur la tabatière [« The Emperor's Snuffbox »], Paris, Ditis, coll. « Détective-club - France no 1 », 1946, 223 p. (BNF 31909896)
  - John Dickson Carr (auteur) et André Maury (traducteur), Un coup sur la tabatière [« The Emperor's Snuffbox »], Paris, Éditions J'ai lu, coll. « J'ai lu policier no 11 », 1964, 256 p. (BNF 32941146)
  - John Dickson Carr (auteur) et Armène Repond (traducteur), Un coup sur la tabatière [« The Emperor's Snuffbox »], Paris, Nouvelles Éditions Oswald, coll. « Le Miroir obscur, no 68 », 1983, 222 p. (ISBN 2-7304-0220-0 (édité erroné), BNF 34910103)
  - John Dickson Carr (auteur) et Armène Repond (traducteur) (trad. de l'anglais), Un coup sur la tabatière [« The Emperor's Snuffbox »], Paris, Librairie des Champs-Élysées, coll. « Le Masque, no 2033 », 1991, 222 p. (ISBN 2-7024-2105-9, BNF 35419211)
  - John Dickson Carr (auteur) et Armène Repond (traducteur) (trad. de l'anglais), Un coup sur la tabatière [« The Emperor's Snuffbox »], « in » J.D. Carr, vol. 7, Paris, Librairie des Champs-Élysées, coll. « Les Intégrales du Masque », 2003, 1438 p. (ISBN 2-7024-3081-3, BNF 39034777)
  - Ce volume omnibus réunit les romans suivants : La Main de marbre, Les Meurtres de Bowstring, La Chambre ardente, Mort dans l'ascenseur, Un coup sur la tabatière, Les Neuf Mauvaises Réponses.

## Adaptations

### Au cinéma
- 1957 : That Woman Opposite, film britannique réalisé par Compton Bennett, adaptation du roman Un coup sur la tabatière de J. D. Carr, avec Phyllis Kirk, Dan O'Herlihy, Wilfrid Hyde-White et Petula Clark.

### À la télévision
- 1956 : The Seat of the Scornful, épisode 16, saison 7 de la série télévisée britannique Sunday Night Theatre (en), adaptation du roman Un coup sur la tabatière, mettant en vedette Basil Sydney, Finlay Currie et Jacqueline Hill
- 1956 : Seat of the Scornful, épisode 18, saison 4 de la série télévisée canadienne General Motors Theatre (en), réalisé par Paul Almond, adaptation du roman Un coup sur la tabatière, avec Lloyd Bochner, Ivor Barry et Charles Jarrott
- 1983 : Mado no naka no satsujin, téléfilm japonais, réalisé par Yoshio Inoue, adaptation du roman Un coup sur la tabatière

## Sources bibliographiques
- Jacques Baudou et Jean-Jacques Schleret, Les Métamorphoses de la chouette, Paris, Futuropolis, 1986, p. 50-51.
- Roland Lacourbe, John Dickson Carr : scribe du miracle. Inventaire d'une œuvre, Amiens, Encrage, 1997, p. 99-100.